# غوستافو هرنانديز بيريز
غوستافو هرنانديز بيريز (بالإسبانية: Gustavo Hernández Pérez) هو كاتب سيناريو ومنتج أفلام ومخرج فنزويلي، ولد في 21 فبراير 1974 في كاراكاس في فنزويلا.

## وصلات خارجية
- غوستافو هرنانديز بيريز على موقع IMDb (الإنجليزية)
- غوستافو هرنانديز بيريز على موقع أول موفي (الإنجليزية)
- غوستافو هرنانديز بيريز على موقع كينوبويسك (الروسية)